# 今村司
今村 司（いまむら つかさ、1960年5月10日 - ）は、日本の実業家。日本テレビ放送網の社員で、札幌テレビ放送の副社長、読売巨人軍の球団顧問（非常勤）。

## 人物
以前は、読売巨人軍（読売ジャイアンツ）の代表取締役社長兼編成本部長、スポーツ局チーフプロデューサー、制作局ドラマセンター長、スポーツ局次長兼スポーツ事業推進部長、スポーツ局長代理兼スポーツ事業推進部長兼制作統括を務めていた。「DASH村」の企画者として知られる。

## 来歴
神奈川県横須賀市出身。神奈川県立横須賀高校(高31期)を経て、東京大学文学部美学芸術学科を卒業後、1985年、日本テレビに入社。様々なスポーツ中継のディレクターや編成、情報番組のプロデューサーなどを歴任した。
2004年6月付で営業局営業副部長、2006年8月よりスポーツ・情報局チーフプロデューサー。2007年スポーツ局に改称。2009年1月、編成局編成戦略センター編成部長兼映画編成部長。同年12月、映画編成部廃止のため編成戦略センター編成部長。2010年7月、編成部が編成戦略部と編成企画部に分離し、編成戦略センター編成企画部長（翌年には再度編成部に統合された）。
編成企画部長時代には、副部長の前田伸一郎とともに畑違いのアニメ総括も担当した。
2011年7月、制作局ドラマセンター長。2012年6月、スポーツ局次長兼CP兼スポーツ事業推進部長、スポーツ局長代理兼制作統括を経て、2015年1月1日付でNPBエンタープライズ社長に就任し、2017年4月30日まで勤めた。2017年5月1日に日テレへ帰還し、事業局長代理に就任。同年6月1日付で中山良夫から引き継ぐ形で事業局長に、2018年6月1日付で執行役員事業局長に昇進。2019年5月31日退任。
同年6月11日より読売ジャイアンツ代表取締役社長兼編成本部長に就任。2020年12月14日より編成本部長を大塚淳弘に引き継ぎ、読売ジャイアンツ代表取締役社長に就任。
2024年6月11日に球団社長を退任し非常勤で球団顧問に就任、札幌テレビ副社長に就任すると発表された。

## 手がけた番組
- ザ!鉄腕!DASH!!
- スーパーテレビ情報最前線
- 明石家さんまのザ!ミラクルマスター
- 冒険!CHEERS!!
- スポーツうるぐす
- スーパースペシャル
- THEスペシャル!（初期のみ）
  - FBI超能力捜査官
- 時空警察 PART1・2
- 2006東京国際マラソン
- 2008東京マラソン（制作）
- 大笑点2008（番組協力）
- 元気を日本に 日本プロ野球
- 徳光・中居の豪快年忘れ!超一流アスリート感謝祭!スゴ技モテ芸グランプリ
- 徳光&所の世界記録工場
- 中居正広の7番勝負!超一流アスリートVS芸能人どっちが勝つの?SP（2008年（第1回）チーフプロデューサー）
- サッポロビール新春スポーツスペシャル箱根駅伝（2007年（第83回）・2008年（第84回）・2013年（第89回）制作、2006年（第82回）チーフプロデューサー）
- ボウリング革命 P★League（BS日テレ、制作統括）